# Calamagrostis kokonorica
Calamagrostis kokonorica är en gräsart som beskrevs av Yi Li Keng och Nikolai Nikolaievich Tzvelev. Calamagrostis kokonorica ingår i släktet rör, och familjen gräs. Inga underarter finns listade i Catalogue of Life.